# La mujer del puerto (film 1991)
La mujer del puerto è un film del 1991 diretto da Arturo Ripstein che si basa su Il porto, racconto di Guy de Maupassant pubblicato nel 1889.

## Produzione
Il film fu prodotto dalla Dos Producciones.

## Distribuzione
Nel settembre 1991, il film venne presentato al Toronto Film Festival (11 settembre) e al New York Film Festival (27 settembre). Distribuita internazionalmente, la pellicola uscì nelle sale francesi il 27 marzo 1996 attraverso la Colifilms Distribution; in Spagna, l'11 luglio 1996; in Argentina, il 14 maggio 1998. Il 26 novembre 1997, il film era stato proiettato al Thessaloniki International Film Festival.